# Gordon J. Humphrey
Gordon John Humphrey, född 9 oktober 1940 i Bristol, Connecticut, är en amerikansk republikansk politiker. Han representerade delstaten New Hampshire i USA:s senat 1979-1990.

## Biografi
Humphrey tjänstgjorde i USA:s flygvapen 1958-1962. Han studerade sedan vid George Washington University och University of Maryland. Han arbetade som pilot 1964-1978.
Humphrey utmanade sittande senatorn Thomas J. McIntyre i senatsvalet 1978 och vann. Han omvaldes 1984 mot kongressledamoten Norman D'Amours. Han röstade emot den federala budgeten varje år som han satt i senaten på grund av budgetunderskott. Han intresserade sig för utrikes- och militärpolitiken och var med om att formulera USA:s politik i respons till afghansk-sovjetiska kriget i kongressens arbetsgrupp Congressional Task Force on Afghanistan. Han avgick 1990 för att tillträda som ledamot av delstatens senat. Han tjänstgjorde en mandatperiod i New Hampshires senat.
Humphrey utmanade ämbetsinnehavaren Jeanne Shaheen i guvernörsvalet i New Hampshire 2000. Shaheen vann knappt. Humphrey förlorade två år senare i republikanernas primärval mot Craig Benson som sedan vann själva guvernörsvalet.